# 열혈경파 쿠니오군 스페셜
《열혈경파 쿠니오군 스페셜》(熱血硬派くにおくん すぺしゃる)은 8비트 니가타가 개발하고 아크 시스템 웍스가 배급한 진행형 격투 게임이다. 닌텐도 3DS로 발매된 첫번째 《쿠니오군》 게임으로, 2011년 12월 15일 일본에서 처음 출시됐다. 대한민국에는 CFK가 2012년 9월 14일에 발매했다.
1986년 아케이드로 처음 발매됐던 《열혈경파 쿠니오군》의 리메이크로, 원작과 마찬가지로 열혈고교의 히로시가 다른 학교에서 온 불량학생들에게 얻어맞자 그의 친구 쿠니오가 나서서 복수하는 이야기이다. 《다운타운 열혈 이야기》의 RPG 시스템을 본받아 오픈 월드 맵에서 진행하는 '시나리오 모드'와 원작처럼 스테이지 별로 진행하는 '아케이드 모드'를 지원한다.
2012년에 프리퀄 《리키 전설》, 2013년에 후속작 《열혈경파 쿠니오군 SP 난투협주곡》가 발매됐다.

## 반응
2013년 기준으로 일본에서 16,518장을 판매했다.